# Porta del Vado

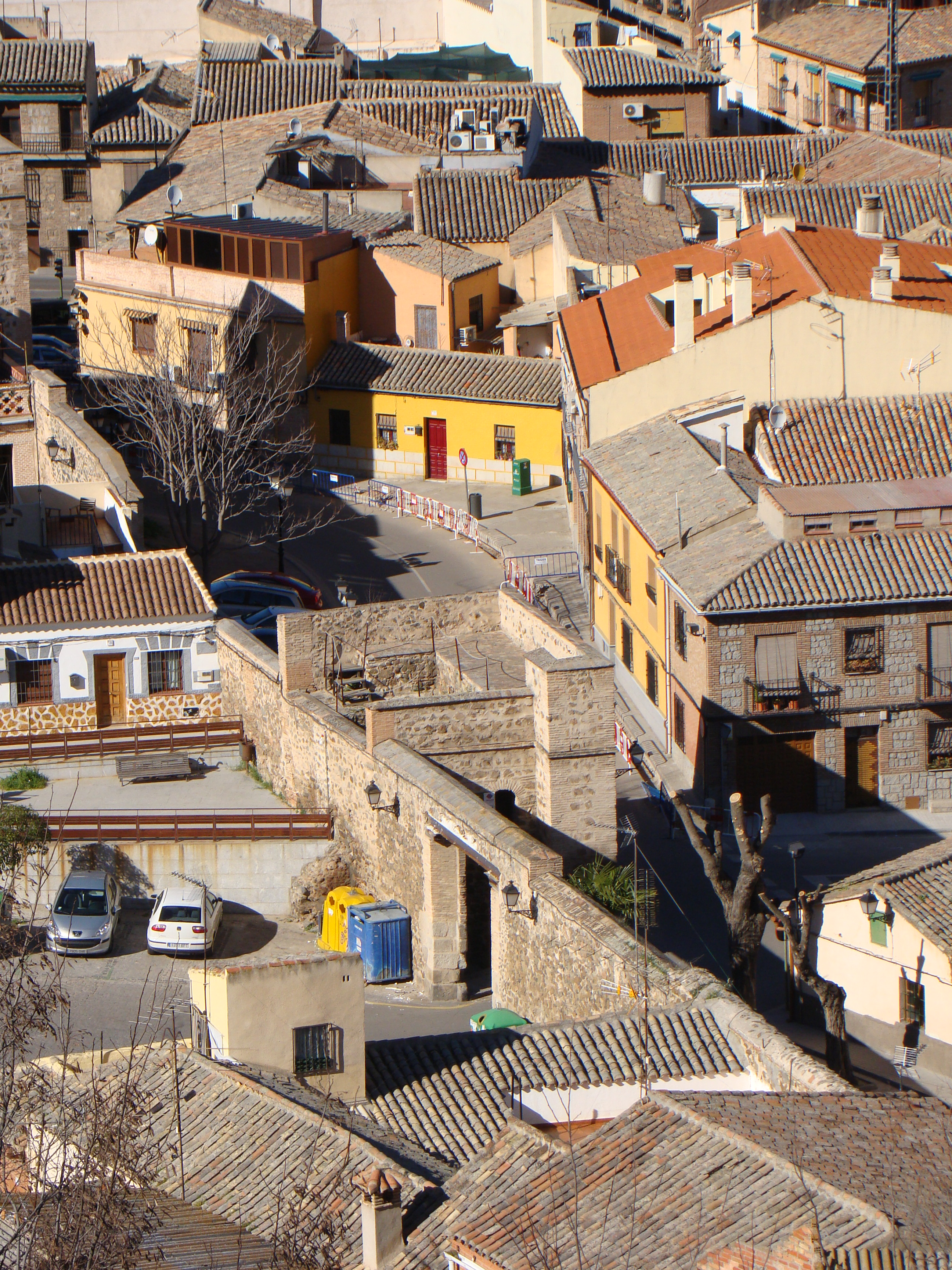
Porta del Vado vista des del Mirador

La Porta del Vado, realitzada entre finals del segle xi i començaments del segle xii, es localitza al barri d'Antequeruela a la ciutat espanyola de Toledo. Aquest barri era conegut després de la conquesta castellana de Toledo com a raval de San Isidoro, zona d'important tradició terrissaire.
Aquesta porta, a causa de la seva ubicació, en la sortida natural del tàlveg que articula l'esmentat barri de l'Antequeruela, i per ser el lloc on es llançaven deixalles dels terrissaires propers, es va anar gradualment cobrint de materials i sediments; així, a la fi del segle xv i començaments del xvi es produeixen en ella una sèrie de remodelacions, com l'elevació del seu paviment més d'un metre per sobre de l'original.
Malgrat les remodelacions assenyalades, a partir del segle xii la Porta del Vado va anar caient en desús; sent definitivament abandonada a la fi d'aquest segle i quedant únicament a la vista la seva part superior.
Al segle segle xix, es perd tot rastre de la porta; si bé al segle xx torna l'interès per ella, a conseqüència d'unes labors de neteja dutes a terme dins d'un projecte general de restauració de les muralles de Toledo, emprès a la fi de la dècada de 1990.

## Arquitectura
La Porta del Vado és molt similar, tant en la seva tipologia com en les seves proporcions, a la Porta de Bisagra Vieja. La part de la porta que en l'actualitat és visible des del carrer correspon al seu cos superior. La façana principal està realitzada en maçoneria encintada i té quatre finestres, amb arcs de mig punt; al lateral nord hi ha tres finestres, i dues al sud, on també s'observa un contrafort de fàbrica de carreus.
La Porta del Vado és d'accés recte, precedit per un petit pòrtic, acollit entre els dos arcs de la façana principal i defensat per una tronera oberta entre tots dos. L'arc exterior és de mig punt, fabricat en maó; mentre l'interior és de ferradura, realitzat en gneis, si bé una de les seves impostes és d'arenisca. Aquest primer espai comunica amb tres trams de planta rectangular, definits per arcs de maó amb brancals de carreus de gneis, coberts amb volta de mig canó. Pel que fa al sòl de la porta, s'ha d'assenyalar que està realitzat en dos moments constructius: un, el de les reformes dutes a terme a la fi del segle segle xv, i un altre, el corresponent al sòl original, que es pot observar gràcies a un sondeig realitzat a l'interior de la porta.
El primer tram de la porta era el destinat a albergar les dues fulles que tanquen la sortida extramurs. El tram central podria comunicar amb un pati d'armes, a través d'un porticó que després serià inutilitzat, a les reformes del segle xv, amb la construcció d'un basament de maçoneria. L'últim tram, on se situaven les fulles que tancaven l'accés intramurs, posseeix comunicació amb el cos superior de la porta, mitjançant una escala de pedra a la qual s'accedeix a través d'una petita obertura allindanada. Entre aquests dos darrers trams hi ha una ranura vertical, flanquejada per sengles arcs de mig punt, que va servir per allotjar un rastell.
L'interior del cos superior de la porta es divideix, al seu torn, en tres nivells: el més baix, que té una petita habitació composta per volta de mig canó; aquest nivell té a més un segon espai, delimitat per una gran volta bufada, on es localitzen la ranura del rastell i l'accés tant a l'escala que comunica els cossos inferior i superior, com una segona escala, avui desapareguda, que comunicaria amb la línia de merlets. El nivell intermedi, que compta amb voltes bufades i amb finestres, a l'exterior, amb arcs de mig punt de maó. I el pròpiament superior, de merlets, avui bastant alterat.